# Козенко Ганна Вікторівна
Га́нна Ві́кторівна Козе́нко (* 1991) — українська важкоатлетка, майстер спорту з важкої атлетики; чемпіонка Європи серед юніорів.

## Життєпис
Навчалася в Скадовському вищому училищі фізичної культури, тренер — Пастух Галина Іванівна.
На змаганнях у Швеції в 2009 році посіла 3-є місце.
Бронзова призерка Кубку України в Луцьку, березень 2011. Квітень 2011 — абсолютна чемпіонка чемпіонату України серед юніорів в Запоріжжі. Липень 2011 — абсолютна чемпіонка чемпіонату України до 23 років в Скадовську. Вересень 2011 — срібна призерка чемпіонату Європи серед юніорів в Бухаресті; бронзова призерка чемпіонату України у Вінниці. 
У квітні 2013 в ході чемпіонату Європи з важкої атлетики у Тирані (Албанія) на змаганнях серед жінок в суперважкій вазі здобула срібну медаль в ривку та бронзові — в поштовху і двоєборстві.